# أوليغ أنتونوف (لاعب كرة طائرة)
أوليغ أنتونوف (28 يوليو 1988 في روسيا - ) هو لاعب كرة طائرة إيطاليا وروسيا في مركز ضارب خارجي ‏. شارك في الكرة الطائرة في الألعاب الأولمبية الصيفية 2016. ولعب مع نادي ترينتينو للكرة الطائرة.

## وصلات خارجية
- أوليغ أنتونوف على موقع الاتحاد الأوروبي (الإنجليزية)
- أوليغ أنتونوف على موقع Ligue Nationale de Volley (الفرنسية)
- أوليغ أنتونوف على موقع دوري الدرجة الأولى الإيطالي للكرة الطائرة - رجال (الإيطالية)
- أوليغ أنتونوف على موقع اللجنة الأولمبية الدولية (الإنجليزية)
- أوليغ أنتونوف على موقع أوليمبيديا (الإنجليزية)
- أوليغ أنتونوف على موقع اللجنة الأولمبية الإيطالية (الإيطالية)